# 위아이
위아이(WEi)는 위 엔터테인먼트 소속으로 2020년 10월 5일에 데뷔한 대한민국의 6인조 보이 그룹이다. 팬덤 이름은 루아이(RUI)이다. 공식색    이다
멤버 김요한, 김준서는 개인 활동으로 인해 4인 체제로 팀 활동 중이다.

## 구성원
| 이름   | 소개 |
| ------ | --- |
| 장대현 | - 이름 : 장대현 (張大賢) - 생년월일 : 1997년 2월 11일(28세) - 출생지 : 대한민국 서울특별시 - 활동기간 : 2020년 10월 5일 ~ 현재      |
| 김동한 | - 이름 : 김동한 (金東漢) - 생년월일 : 1998년 7월 3일(27세) - 출생지 : 대한민국 대구광역시 - 활동기간 : 2020년 10월 5일 ~ 현재       |
| 유용하 | - 이름 : 유용하 (劉勇河) - 생년월일 : 1999년 1월 11일(26세) - 출생지 : 대한민국 전라남도 화순군 - 활동기간 : 2020년 10월 5일 ~ 현재 |
| 김요한 | - 이름 : 김요한 (金요한) - 생년월일 : 1999년 9월 22일(25세) - 출생지 : 대한민국 서울특별시 - 활동기간 : 2020년 10월 5일 ~ 현재      |
| 강석화 | - 이름 : 강석화 (姜錫華) - 생년월일 : 2000년 12월 1일(24세) - 출생지 : 대한민국 충청남도 공주시 - 활동기간 : 2020년 10월 5일 ~ 현재 |
| 김준서 | - 이름 : 김준서 (金俊抒) - 생년월일 : 2001년 11월 20일(23세) - 출생지: 대한민국 울산광역시 - 활동기간 : 2020년 10월 5일 ~ 현재      |

## 음반 목록

### EP
한국
- 2020년 10월 5일 《IDENTITY : First Sight》
- 2021년 2월 24일 《IDENTITY : Challenge》
- 2021년 6월 9일 《IDENTITY : ACTION》
- 2022년 3월 16일 《Love Pt.1 : First Love》
- 2022년 10월 19일 《Love Pt.2 : Passion》
- 2023년 6월 29일 《Love Pt.3 : Eternally》
- 2025년 1월 15일 《The Feelings》

일본
- 2022년 8월 11일 《Youth》
- 2024년 2월 14일 《WAVE》

### 디지털 싱글
- 2021년 5월 17일 《2021 지금 다시 하나되어》
- 2021년 8월 19일 《더 플레이리스트 Part.5》
- 2021년 10월 1일 《반 고흐의 밤 (Starry Night)》
- 2023년 7월 10일 《질주(OVERDRIVE) (English Ver.)》
- 2024년 8월 30일 《LOVE2YOU》

### 스페셜
- 2022년 12월 13일 《Gift For You》

### OST
- 2021년 4월 18일 《KBS예능 컴백홈 OST part.2》

## 수상 목록

### 시상식
- 2021년 《2020 APAN MUSIC AWARDS》 APAN Choice 뉴케이팝 아이콘
- 2023년 《2023 대한민국 퍼스트브랜드 대상》 남자아이돌 라이징스타 부문
- 2023년 《2022 한터 뮤직 어워드》 이머징 아티스트상